# Cranichis
Cranichis là một chi thực vật có hoa trong họ Orchidaceae.
Loài gồm có:
- Cranichis ricartii

## Hình ảnh

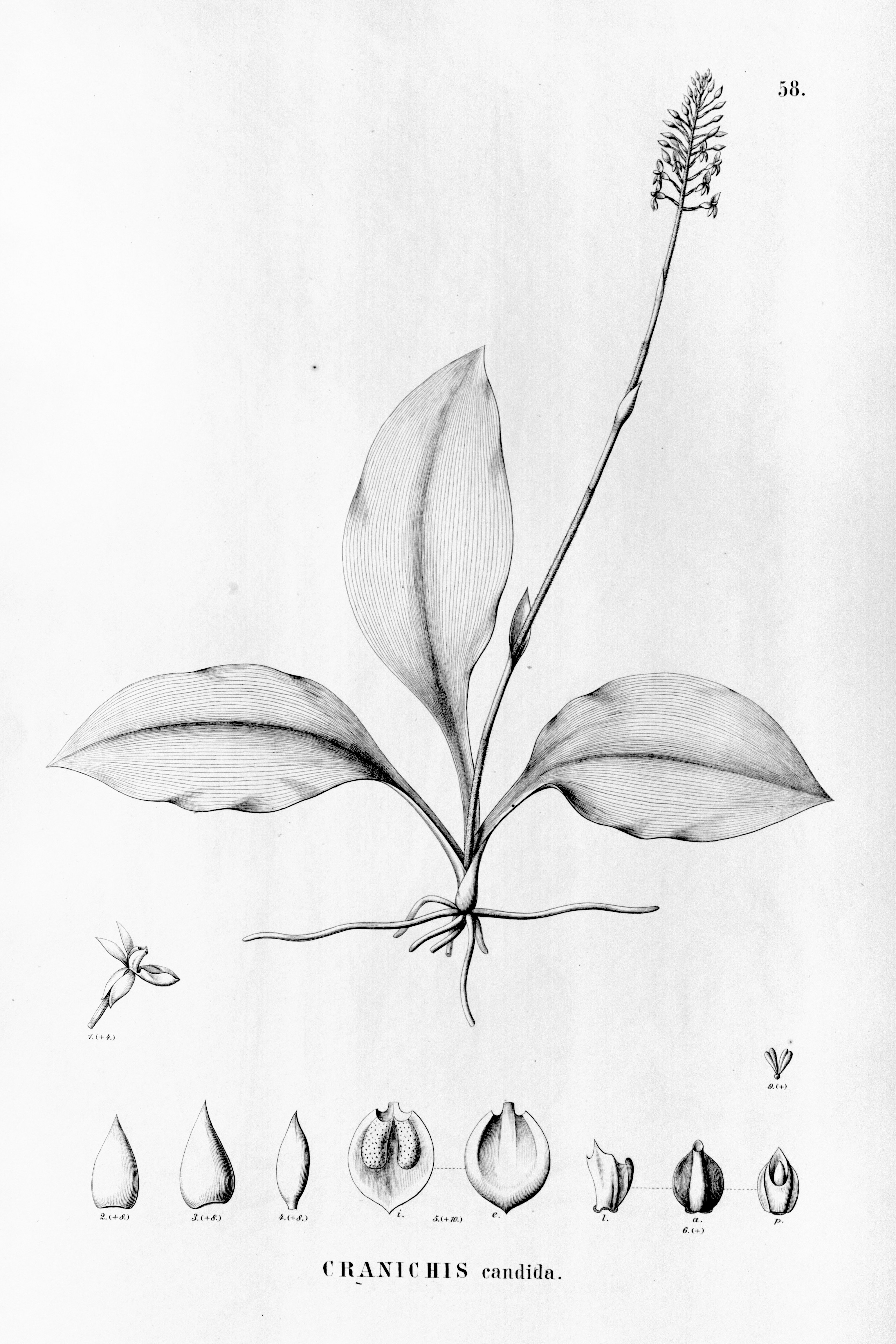